# 祝姫
『祝姫』（いわいひめ）は、DMM.comラボより2016年1月29日に発売されたWindows用ゲームソフト。2017年9月7日に日本一ソフトウェアよりPlayStation 4/PlayStation Vita版『祝姫 -祀-』（いわいひめ -まつり-）が発売され、Steam版では2020年10月24日にDMM GAMESより『祝姫【国際版】』（いわいひめ こくさいばん）が配信。

## あらすじ
主人公・煤払 涼は一族のおきてに従い、親元を離れて県立須々田高校の2年A組に編入した。
転校後直ぐに春宮や熱田といった友人を得ることが出来、クラスにも馴染んで楽しい日々を送っていたが、和気藹々としたクラスの中にただ一人、異質な雰囲気を放つ生徒がいた。黒神 十重という名前のその生徒は、常に日本人形を携え、いつも虚ろな目でぼんやりとしていた。彼女の事が気になった涼は、春宮から「黒神さんに関わってはいけない、きっと悪い事が起きる」と制止されるが、その制止を振り切って彼女と関わり始める。

## 登場人物

### 主人公
煤払 涼（すすはら すずむ）
声 - 古川慎
本作の主人公。高校1年生の時に県立須々田高校に入学する予定だったが、諸事情で2年生の時に編入した。名前の通り、涼やかで紳士的な性格。
幼少期より煤払家に代々伝わる武術「煤払流神前武術」の修行を積んでいる。その為見た目に反して力が強い。

### ヒロイン
黒神 十重（くろかみ とえ）
声 - 赤﨑千夏
涼の同級生。うつろな目でぼんやりしていることが多い上、日本人形を常に持ち歩いていることから、周囲からは気味悪がられている。実家は須々田町にある祝元神社。
千年前に発生した「鹿神比古命の呪い」を身の内に封じ込めており、その影響で四六時中霊障に苛まれている。霊障中は現実を正しく認識できない状態である為、傍目にはぼんやりしている様に見えてしまう。
春宮 椿子（はるみや つばきこ）
声 - 本多真梨子
涼の遠縁の親せきで、涼が住むアパートの大家の娘でもある。涼とは小学校に上がる前に顔を合わせたきりであり、特に思い出はない。かわいいお嫁さんになることを夢見ている。
後述する事件の影響で中学時代は非常に荒れており、血魔魅麗天女(ちまみれてんにょ)というレディースを結成して地元の不良相手に大暴れしていたという過去がある。現在では鳴りを潜めているが、他者に危害を加えている不良を見かけた時などに当時の凶暴さを復活させることもある。その時の口癖は「祭る」(血祭りにする、の意)。
幼少期に性犯罪の被害者となった事があり、その影響で男性に対し強い不信感と恐怖、敵愾心を向けていた時期がある。(レディースを結成して暴れていた時期がそれに当たる)。事件当時の彼女は幼かったため、犯人が下心を持って彼女に近づいて来た事に気づけず、犯人にされたことの意味も理解出来ていなかった。しかし犯人逮捕後に警察や両親から真相を教えられたことで、自身のされたことの意味、信頼していた人から裏切られていた事、自身の夢を穢された事を悟り、心に大きな傷を負うこととなった。現在は男性である涼や熱田と問題なく接する事が出来ているが、心の奥底では未だに事件の傷が癒えておらず、霊障に苛まれた際に涼以外の男性が醜悪な肉塊に見えてしまうといった影響が出ている。
美濃部 鼎（みのべ かなえ）
声 - 大坪由佳
涼らの先輩。シャチホコ部の部長を務める。しかし涼など同じ部の後輩達に対して先輩風を吹かせる事はなく、対等な友人として接している。まったりと生きることが信条。一見するとめんどくさがり屋に見えるが、実際にはしっかり者で、強かさも持ちあわせている。
布川 莉里杏（ぬのかわ りりあ）
声 - ブリドカットセーラ恵美
涼の後輩で、ライブ活動を中心とするアイドルユニット「フラワーハイスクール」の一員でもある。芸名は来栖莉里杏。普段はややそっけない態度をとるが、シャチホコ部の仲間達の事は大切に思っており、自身のファンのことも大事にしている。ストイックな努力家であり、芸能活動と学業を高いレベルで両立させている。
子役時代には「マジカルリリー」というキャラで人気を博していた。しかし身体の成長によって「マジカルリリー」のキャライメージとの乖離が生じたことで降板となる。更に成長後の容姿を心無いファンから「劣化」と評された事で、女性らしさを増した自身の容姿を醜いと感じるようになってしまう。また、役を降りて数年が経過した現在も「マジカルリリー」のイメージを払拭出来ず、「来栖莉里杏」として見てもらえない事を歯痒く感じている。その影響で、霊障時には「劣化」前の自分である「マジカルリリー」によって責め苛まれる幻覚を見るようになっている。

### サブキャラクター
雛形 真由（ひまがた まゆ）
声 - 田中涼子
養護教諭兼社会地域奉仕貢献部（通称：シャチホコ部）顧問。
「結姫編」では、他者から陰口を叩かれているように感じてしまう重い霊障に苦しんでいたが、「常に笑顔でいれば嫌われるはずがない」という考えからその霊障を否定していた。だが、高校時代に不自然なまでに明るく振舞う姿に違和感を抱かれて周囲からいじめられて限界を超えたところを牝鹿にとりつかれ、クラスメイトを皆殺しにした。
その後も、勤務の傍ら呪いと霊障の研究を続けており、シャチホコ部の面々を救うべく自らの生き血を飲ませて他者の霊障を自分へ移す「煤移しの邪法」を実行した。
熱田 夏也（あつた なつや）
声 - 泰勇気
涼の同級生。二年生へ進級した際に涼と出会い、力比べを挑んで敗れた事を切っ掛けに彼の良き親友となる。「グレート」が口癖。
実家は惣菜店を営んでおり、その為料理が得意。「マジカルリリー」の大ファンであり、布川莉里杏を前にすると急激にテンションが上がる。
亀沼 翔（かめぬま しょう）
声 - 阿部敦
須々田高校2年生。いつも仲間たちと駐輪場でたむろしている不良。とある理由により黒神十重を許嫁としているが、十重に対する愛情は皆無であり、時に暴力を振るう事すらある。
鹿神比古命（ろくがみひこのみこと)
金色の牡鹿の姿を持つ神。千年前の須々田の山中で、妹である牝鹿達と共に暮らしていた。
鈴女の口寄せを介して睦の村の人々から救いを求められた為、己の肉体を村人達の糧とするべく、妹達の制止を振り切って自らを犠牲にした。その結果、村は飢饉を乗り越えることに成功したが、彼の犠牲によって得られた富が村人達の欲望を刺激してしまい、更なる富を求めた村人達による聖域の侵犯、及び自身の妹達を含む鹿の大虐殺を招いてしまう。
牝鹿
金色の牝鹿。千年前の須々田の山中で兄である鹿神比古命とともに暮らしていた。
飢饉に喘ぐ村人達を救う為に兄が自らを犠牲にしようとした際は他の妹達と共に制止したものの、逆に兄から諭された事で泣く泣く受け入れる。聖域の山に人間が侵攻してきた際には、他の牝鹿達や子鹿達と共に逃亡するものの、「人間の領域を侵さない」という戒律を遵守し続けた事で逃げ場を失い、村人達に囚われる。その後は村まで連行され、子鹿達や牝鹿達が村人に屠殺されていく様を見せつけられた後、自身も屠殺される。その死に際に、兄の想いを踏みにじり、家族や仲間を虐殺した人間達を人鬼と呼んで激しく憎み、復讐の為に呪いの煤を村中にまき散らした。
屠殺された後も強い怨念によって現世に留まり続け、「鹿神比古命の呪い」と名乗る様になる。邪法によって鈴女の中に封印されたものの、いつか必ず封印が破れる日が来ると確信しており、その時に備えて大量の煤を集め、人鬼達の世界に大災厄をもたらす事を望んでいる。
睦（むつ）
声 - 古川慎
本編の1000年前の時代の人間。涼の先祖。容姿は涼と瓜二つ。力持ちである点も共通している。
現代の須々田に当たる地域にある村の青年。山で食料を探していた時に鈴女と出会い、互いに惹かれあう。
村人達が聖域の山を侵そうとした際には最後まで反対していたが、村社会の同調圧力に抗う事が出来ず、鹿達の虐殺を止める事は叶わなかった。村に呪いの煤が降り注いだ後は、呪いを封じ込める邪法の生贄として鈴女が狙われている事を知り、彼女を逃すべく奮闘するものの力及ばず、鈴女は連れ戻されてしまう。その後、鈴女が呪いの煤と共に梵鐘の中に閉じ込められようとしている場面に再度現れ、彼女を助け出すべく村の男達を相手に大立ち回りを演じるものの、あと一歩のところで及ばず、鈴女は梵鐘の中に閉じ込められてしまう。最後の足掻きとして、梵鐘を打ち砕かんばかり勢いで鉄拳を叩きつけるものの、拳の方が砕ける結果に終わり、想い人を助けられなかった事で失意に沈みながら村を去った。
その後も鈴女を助け出すべく機会を伺っていたが、村人達の警戒が厳しく梵鐘に近づく事が出来ず、邪法の儀式は完了してしまう。その後は諸国を旅して鈴女を呪いの煤から解放する術を探し続けたが、見つかる前に鈴女はこの世を去ってしまう。その事を聞き知った彼は、梵鐘に鉄拳を叩きつけたあの瞬間こそが鈴女を助け出せる最後の機会であった事を悟り、その機会をものにできなかった事を後悔しながら正拳突きの修行に明け暮れる。
鈴女（すずのめ）
声 - 赤﨑千夏
陸と同じく1000年前の時代の人間。十重の先祖。梓巫女であり、師匠の老巫女と2人で旅していた。陸奥の村の付近で立ち往生していたところを彼に助けられ、村に滞在する間に彼との触れ合いを通して互いに惹かれ合うようになる。
村の世話になった御礼として、口寄せの術によって村人が鹿神比古命に直接救いを求める機会を与えた事で、村が飢饉を乗り越えるのに貢献した。しかしこの事が遠因となって村人による鹿の大虐殺が発生し、村は呪いの煤に埋め尽くされる事になる。呪いの煤が降った後、師匠の老巫女から呪いの煤を封じ込める邪法の存在を教えられる。この時、鈴女が邪法の生贄にされる危険を察知していた師匠は、鈴女に急いで村を去るよう警告しようとしたが、意を伝えきる前に力尽きてしまう。結果、師匠が危惧した通り村人達は鈴女を生贄にする事を決定し、睦の奮闘も虚しく鈴女は呪いの煤を封じ込める生贄とされてしまう。
邪法の儀式が成功して以降は村の座敷牢に幽閉され、度々村の男達によって慰み者とされていた。煤を大量に取り込んだ影響で四六時中霊障に悩まされるようになり、まともに現実を認識できなくなった。幽閉されてからしばらくして、村の誰かの子供を身籠り、その子供を出産すると同時に死亡する。

## 用語
煤
災厄を引き起こす力を持つ霊的な物質。外見は煤のように見える。1000年前に鹿神比古命の呪いによって撒き散らされたが、煤集の邪法によって鈴女の中に封じ込められた。
人間の霊的な抵抗力を弱める性質があり、煤を多く取り込んでいる人間は霊的な存在(怨霊など)の干渉を受けやすくなる。
人間の殆どは微量の煤を体内に宿しているが、煤を全く持っていない人間も稀にいる。
霊障
霊的な存在(殆どは悪霊)からの干渉によって発生する幻覚の事を指す。幻覚の内容は人によって異なるが、当人にとって強い苦痛を伴う内容であることは共通している。霊障は本人も気付かない内に発生する為、殆どの場合霊障が終わってから初めて霊障に苛まれていた事に気付く。
霊障そのものは幻覚に過ぎないが、その幻覚に誘われて意図せず命を危険に晒してしまうこともある。(雛形の場合、学生時代に霊障の影響で車道に飛び出してしまい、スクーターと接触事故を起こしている。)
煤集の邪法
鹿神比古命の呪いによって撒き散らされた煤を封印する為に使われた邪法。生贄を一人用意し、煤と生贄を密閉空間の中に3日間閉じ込める事で、生贄の身体に煤を封じ込める事が出来る。本編では鈴女が生贄に選ばれ、封印の為に煤と共に梵鐘の中に閉じ込められた。
生贄が死亡すると封印が破れてしまうため、生贄となった人間は自身が死亡する前に子を成し、その子に生贄の役目を引き継がせる事で封印を守っていかなくてはならない。しかし生贄の役目が引き継がれる際、次代の生贄は父親と母親の煤を纏めて引き継いでしまう為、代替わりが進むごとに封じる煤の量が増加していく事になる。煤の量が増えていくにつれて生贄の衰弱も激しくなる為、いつか生贄が子を成す前に死亡し、封印が破綻する時がくると予想されている。
煤分けの邪法
次代の生贄として双子以上の子供を出産させる事で、先代の封じていた煤を分散させる邪法。鈴女から数代後の生贄にこの邪法が施され、その結果次代の生贄として五つ子が生み出される事となった。
前述の通り、煤集の邪法は生贄が代替わりをする度に破綻の危険が増していく性質を持っているが、この邪法によって一人の生贄が封印する煤の量を減らすことで、封印の破綻を先延ばしにする事が可能になる。
現代ではこの邪法は失伝している。
煤移しの邪法
厳密には煤を移すのではなく、術者の霊的な抵抗力を対象者に分け与える為の邪法。自分の血を飲ませる事で、血を飲ませた相手に自身の霊的抵抗力を分け与え、霊障の苦しみを緩和する事が出来る。「結姫編」にて雛形が黒神達の霊障を緩和させる為に実行した。
実行すると対象者の霊的抵抗力が強まる代わりに術者の抵抗力は弱まる為、術者はそれまで以上に霊障に苦しめられる事になる。
また、この邪法によって霊障を緩和した者は、苦しみから逃れる為に更に術者の血を欲する様になる為、最悪の場合霊障に苦しむ者達が暴走し、術者の血を無理矢理手に入れようとし始める可能性がある。実際「結姫編」では、雛形の血を欲した黒神十重らが雛形を拘束・監禁し、欲望のままに血を貪るシーンが存在する。
煤払流神前武術
煤払家に代々伝わる武術。涼の父親が六十代目に当たる。開祖は睦。
敵を倒す事ではなく、神に感謝を捧げる事を目的としている。正拳突きだけを徹底的に修練するという特徴をもつ。
シャチホコ部
社会地域奉仕貢献部の略称。須々田でのボランティア活動を行なっている。部長は美濃部鼎。顧問は雛形。
学校公認の部活であるが、公には部員募集を行なっておらず、雛形が勧誘した生徒のみが入部出来る仕組みになっている。その正体は、鈴女の末裔達を霊障の苦しみから救う為に雛形が組織した部活であり、涼と熱田の二人以外は(顧問の雛形も含め)全員鈴女の末裔である。
活動内容を地域奉仕としたのは、善行を施して霊的な抵抗力を高める事で霊障の苦しみを緩和する事が出来るからである。
部員は美濃部鼎、春宮椿子、布川莉里杏、煤払涼、熱田夏也、黒神十重の6名。
ベッタ
1000年前に睦や鈴女が得意としていた遊び。現代のメンコのようなものであり、睦のいた村では子供達に浸透している定番の遊びである。

## 開発
本作は企画会議で出された「日本古来の恐怖をテーマにした世界観と、日本人形のように黒髪が美しいヒロインが出てくる作品」というアイデアがもとになっており、この時点でイラストレーターが「黒髪を美しく描ける」に限定され、和遥キナが起用された。
当初タイトルは『呪姫』だったが、「縁起の悪いタイトルをつけると何か起きる」という竜騎士07の要望を受け、「呪」をもじって『祝姫』に変更された。
竜騎士07はタイトルの変更について、「祝いと呪いは紙一重なところもあるので、結果的に日本神話の雰囲気を出せてよかった」と電撃オンラインとのインタビューの中で振り返っている。
シナリオライターの竜騎士07は、執筆にあたり和風ホラーゲームの演出や世界観を参考にし、特に『学校であった怖い話』の「その場に居合わせただけで祟られる」という理不尽さを本作に取り入れた。最初の構想では、ヒロインたちの死に様が楽しみになるほどの凄惨なバッドエンドも取り入れようかと考えていたが、最終的に見送られた。

### 『祝姫 -祀-』
コンシューマ版である『祝姫 -祀-』の開発にあたり、CEROの審査基準に合わせるため、大幅なシナリオの書き直しが行われた。
特に鼎編は、凄惨さを保ちつつも根本的なところから書き直されており、竜騎士07は「変更前は、鼎が『何に恐怖を覚えるべきなのか』という主観が、少しズレていた部分もありました。変更によって改めて“生活力のない子供にとって親の庇護がどれだけ大事なものか”というところに着眼点を戻せたので、とても満足しています。」と電撃オンラインとのインタビューの中で振り返っている。
『祝姫』の世界観は竜騎士07の中でなじんでいたことから、書き直し作業には時間がかからなかった一方、音声や演出の追加作業などが重なり、発売日が当初予定していた7月20日から9月7日に延期された。
また、『祝姫』ではミッシングリンクとするためにあえて語られなかった雛形の過去が、『祝姫 -祀-』の追加シナリオ「結姫編」として収録された。
竜騎士07は「結姫編」の題材を「対人関係の恐怖」としており、「ただの追加シナリオでなく、この陰鬱な世界観に正当なピリオドを打つ最終話のつもりで書きました」と電撃オンラインとのインタビューの中で振り返っている。

## 反響
『祝姫 -祀-』は、週刊ファミ通2017年9月14日増刊号のクロスレビューで8・8・8・7点を獲得しシルバー殿堂入りを果たした。